# Parafia Trójcy Przenajświętszej w Dulczy Wielkiej
Parafia Trójcy Przenajświętszej w Dulczy Wielkiej – parafia rzymskokatolicka, znajdująca się w diecezji tarnowskiej, w dekanacie Radomyśl Wielki.